# Choi In-ho
Choi In-ho (* 17. Oktober 1945 in Seoul; † 25. September 2013) war ein südkoreanischer Schriftsteller.

## Leben
Choi studierte Englische Literatur an der Yonsei-Universität.
Im Jahr 1963 nahm er mit seiner Kurzgeschichte In das Loch in der Wand (벽구멍으로) an einem Literaturwettbewerb der Hankook Ilbo teil und kam unter die Finalisten, seine Erzählung wurde jedoch angeblich nicht abgedruckt, sodass sein offizielles Debüt auf das Jahr 1967 fällt, als er mit Lehrlingspatient (견습환자) den Preis für Nachwuchsautoren bei einem Wettbewerb der Chosun Ilbo gewann.
Seine frühen Werke beschäftigen sich mit Menschen während der Industrialisierung, dabei zeigt er ein satirisches Bild des bürgerlichen Konsums. Mitte der 1970er Jahre beginnt Choi In-ho sich mit dem Problem der Entfremdung zu beschäftigen. So auch in seinem berühmten Roman Tiefe, blaue Nacht (깊고 푸른 밤), der von einer Reise zweier Koreaner durch die USA handelt.
Viele Werke von Choi In-ho sind Bestseller und einige dienten als Vorlage für Film- oder Fernsehspiele. Der Autor gilt deswegen auch als eine Ikone der 1970er Jahre. Ein Beispiel für seine Erfolge ist der Roman Heimat der Sterne (별들의 고향), der die männerdominierte Gesellschaft Südkoreas kritisiert. Eine Frau mit gebrochenem Herz arbeitet in einer Hostess-Bar und geht verschiedene Beziehungen mit Männern ein. Das Buch wurde ein Bestseller und der 1974 veröffentlichte Film war so beliebt, dass der Name der Hauptfigur ein Ausdruck für junge Mädchen in Hostess-Bars wurde.
Am 25. September 2013 verlor der Schriftsteller seinen Kampf gegen den Speicheldrüsenkrebs.

## Arbeiten

### Koreanisch
- 타인의 방 Das Zimmer des Anderen (1972)
- 별들의 고향 Heimat der Sterne (1973)
- 우리들의 시대 Unsere Generation (1975)
- 내 마음의 풍차 Die Windmühle in meinem Herz (1975)
- 개미의 탑 Ameisenturm (1977)
- 도시의 사냥꾼 Stadtjäger (1976)
- 돌의 초상 Portrait eines Steines (1978)
- 천국의 계단 Himmelstreppen (1978)
- 불새 Phoenix (1980)
- 위대한 유산 Das große Erbe (1982)
- 깊고 푸른 밤 Tiefe, blaue Nacht (1982)
- 가면무도회 Maskenball (1983)
- 고래사냥 Waljagd (1983)
- 겨울나그네 Winterwanderer (1984)
- 밤의 침묵 Stille der Nacht (1985)
- 지구인 Erdlinge (1988)
- 잃어버린 왕국 Das verlorene Königreich (1988) 5 Bände
- 저 혼자 깊어 가는 강 Ich allein ein tiefer Fluss (1989)
- 길없는 길 Straße ohne Weg (1993) 4 Bände
- 왕도의 비밀 Das Geheimnis des Königswegs (1995) 3 Bände
- 사랑의 기쁨 Freude der Liebe (1996)
- 상도 Sangdo (2000)
- 해신 Meeresgott (2003) 3 Bände
- 제왕의 문 Tor des Königs (2004) 2 Bände
- 유림 Konfuzianer (2005) 6 Bände
- 어머니는 죽지 않는다 Mutter ist nicht gestorben (2004)
- 제4의 제국 Das 4. Kaiserreich (2006) 3 Bände
- 가족 Familie (2009) 2 Bände
- 낯익은 타인들의 도시 Stadt der vertrauten Fremden (2011)

### Übersetzungen ins Deutsche
Erzählungen des Autors in:
- Kuh K.S. (Hrsg.): Koreanische Literatur Band 3, Bonn, Bouvier (1986) ISBN 3-416-01965-2
- Schriftenreihe des Instituts für Koreanische Kultur. 1984/5, Institut für Koreanische Kultur (1984)
- Schriftenreihe des Instituts für Koreanische Kultur. 1984/7, Institut für Koreanische Kultur (1984)

## Auszeichnungen
- 1972: 현대문학상 신인상 (Literaturpreis für Nachwuchsautoren)
- 1982: 제6회 이상문학상 (Yi-Sang-Literaturpreis)
- 1998: 제1회 한국가톨릭문학상 (Katholischer Literaturpreis)
- 2003: 제8회 현대불교문학상 (Moderner Buddhistischer Literaturpreis)
- 2006: 제6회 연문인상 (Yonsei-Literatenpreis)
- 2006: 제5회 송산상 문화부문 (Song-san-Preis in der Kategorie Kultur)
- 2011: 제14회 동리문학상 (Tongni-Literaturpreis)
- 2013: 제3회 아름다운예술인상 대상 (Preis für exzellente Künstler; Hauptpreis)